# COVID-19 в Португалии
Генеральный директорат здравоохранения (DGS) сообщил, что пандемия COVID-19 достигла Португалии в начале марта 2020 года.

## Общие сведения
12 января 2020 года Всемирная организация здравоохранения (ВОЗ) подтвердила, что новый коронавирус стал причиной респираторного заболевания в группе людей в городе Ухань (провинция Хубэй, Китай), о котором ВОЗ узнала 31 декабря 2019 года.
Летальность от COVID-19 намного ниже, чем у SARS, пандемия которого произошла в 2003 году, однако заразность нового заболевания намного выше, что приводит к повышенной смертности.

## Уровень тревоги
12 марта 2020 года правительство Португалии объявило самый высокий уровень тревоги из-за COVID-19 и будет поддерживать его до 9 апреля.
18 марта Президент Республики Марселу Ребелу де Соуза объявил на всей территории Португалии чрезвычайное положение для следующие пятнадцать дней, с возможностью продления, впервые со времени революции гвоздик 1974 года.
24 марта правительство Португалии признало, что страна больше не может содержать COVID-19, поскольку болезнь широко распространилась. 26 марта страна вступила в «стадию смягчения последствий». "Запущены медицинские пункты для борьбы с этой болезнью, включая португальский общественный центр здоровья.
2 апреля Парламент утвердил продление чрезвычайного положения по просьбе президента. Чрезвычайное положение будет действовать до 17 апреля при условии дальнейшего продления аналогичной продолжительности. Согласно новым правилам, на празднование Пасхи с 9 апреля (Великий четверг) до 13 апреля (Пасхальный понедельник) португальское правительство постановило принять специальные меры насчёт ограничения перемещения людей между муниципалитетами за очень немногими исключениями, в том числе закрытие всех аэропортов для гражданского транспорта и усиление контроля на границах.